# GP van Portugal MX2 2006
De Grote Prijs van Spanje 2006 in de MX2-klasse motorcross werd gehouden op 23 april 2006 op het circuit van Águeda. Het was de derde Grote Prijs van het wereldkampioenschap
De eerste reeks werd gewonnen door de regerende wereldkampioen Antonio Cairoli vóór de Fransman Christophe Pourcel. De Zuid-Afrikaan Tyla Rattray, derde in reeks één, won de tweede reeks waarin hij vanuit zevende positie naar de leiding reed. Cairoli viel bij de start en werd uiteindelijk tiende in de tweede reeks. In de eindafrekening hield Rattray één puntje over op Christophe Pourcel en won zo zijn derde GP op drie wedstrijden in 2006, net zoals Stefan Everts in de MX1-klasse.

## Uitslag eerste reeks
| Plaats | Naam               | Land |
| ------ | ------------------ | ---- |
| 1      | Antonio Cairoli    | ITA  |
| 2      | Christophe Pourcel | FRA  |
| 3      | Tyla Rattray       | RSA  |
| 4      | Marc de Reuver     | NED  |
| 5      | Carl Nunn          | GBR  |
| 6      | David Philippaerts | ITA  |
| 7      | Billy Mackenzie    | GBR  |
| 8      | Alessio Chiodi     | ITA  |
| 9      | Rui Gonçalves      | POR  |
| 10     | Tommy Searle       | GBR  |

## Uitslag tweede reeks
| Plaats | Naam               | Land |
| ------ | ------------------ | ---- |
| 1      | Tyla Rattray       | RSA  |
| 2      | Christophe Pourcel | FRA  |
| 3      | Alessio Chiodi     | ITA  |
| 4      | Patrick Caps       | BEL  |
| 5      | Marc de Reuver     | NED  |
| 6      | Billy Mackenzie    | GBR  |
| 7      | Tommy Searle       | GBR  |
| 8      | Carl Nunn          | GBR  |
| 9      | Gareth Swanepoel   | RSA  |
| 10     | Antonio Cairoli    | ITA  |

## Eindstand Grote Prijs
| Plaats | Naam               | Land | Punten |
| ------ | ------------------ | ---- | ------ |
| 1      | Tyla Rattray       | RSA  | 45     |
| 2      | Christophe Pourcel | FRA  | 44     |
| 3      | Antonio Cairoli    | ITA  | 36     |
| 4      | Marc de Reuver     | NED  | 34     |
| 5      | Alessio Chiodi     | ITA  | 33     |
| 6      | Billy Mackenzie    | GBR  | 29     |
| 7      | Carl Nunn          | GBR  | 29     |
| 8      | Tommy Searle       | GBR  | 25     |
| 9      | Gareth Swanepoel   | RSA  | 22     |
| 10     | Patrick Caps       | BEL  | 18     |

## Tussenstand wereldkampioenschap
| Plaats | Naam                   | Land | Punten |
| ------ | ---------------------- | ---- | ------ |
| 1      | Tyla Rattray           | RSA  | 128    |
| 2      | Christophe Pourcel     | FRA  | 108    |
| 3      | Marc de Reuver         | NED  | 108    |
| 4      | Antonio Cairoli        | ITA  | 89     |
| 5      | Alessio Chiodi         | ITA  | 81     |
| 6      | Carl Nunn              | GBR  | 76     |
| 7      | David Philippaerts     | ITA  | 74     |
| 8      | Billy Mackenzie        | GBR  | 74     |
| 9      | Kenneth Gundersen      | NOR  | 73     |
| 10     | Tommy Searle           | GBR  | 57     |
| 11     | Rui Gonçalves          | POR  | 54     |
| 12     | Sébastien Pourcel      | FRA  | 52     |
| 13     | Patrick Caps           | BEL  | 46     |
| 14     | Luigi Séguy            | FRA  | 42     |
| 15     | Davide Guarneri        | ITA  | 38     |
| 16     | Gareth Swanepoel       | RSA  | 37     |
| 17     | Antoine Méo            | FRA  | 27     |
| 18     | Matti Seistola         | FIN  | 26     |
| 19     | Anthony Boissière      | FRA  | 24     |
| 20     | Pierre-Alexandre Renet | FRA  | 20     |